# Богоявленская церковь (Берген)
Богоявленская церковь (букмол Kristi Åpenbaringsmenighet) — православный храм в микрорайоне Сёрейде коммуны Бергена в Норвегии.

## История
Здание было построено в 1937 году и приобретено в 1948 году Ассоциацией внутренней миссии (ImF) церкви Норвегии. В 1996 году дом молитвы попал в исторические хроники в связи с экстраординарным событием — крещением 16 марта 1996 года в помещении миссии двух младенцев, совершённом вне уставных параграфов организации. В 2017 году сохранившиеся интерьеры бывшего норвежского «дома молитвы» были зафиксированы в книге фотографа Эрленда Берге «Sjå, eg kjem snart!», отразившей исчезающую культурную традицию норвежских христианских зданий.
Летом 2016 года, в связи с переездом большинства членов ImF в другие регионы Норвегии, здание миссии было выставлено на торги за 3,5 млн норвежских крон. Среди участвовавших в аукционе на покупку здания была в том числе и мусульманская община Бергена. В июне 2016 года помещение было приобретено Богоявленским приходом Московского патриархата за 4,5 млн норвежских крон.
Настоятель прихода с 21 августа 2007 года — иерей Димитрий Останин. 12 марта 2024 года решением Священного Синода РПЦ МП освобождён от должности, 7 июня указом патриарха Кирилла запрещён в служении за антивоенные взгляды, 22 июля решением Московского епархиального суда извержен из священного сана.
6 апреля 2025 года открытым голосованием (135 голосами против 16) приход вышел из Московского патриархата.